# Rock psicodélico
Rock psicadélico (português europeu) ou rock psicodélico (português brasileiro) (psychedelic rock, em inglês) é um subgênero do rock que se desenvolveu na metade da década de 1960 inspirado, influenciado ou representativo da cultura psicodélica, centrado em drogas alucinógenas que alteram a percepção como o LSD. A música incorporou novos efeitos sonoros eletrônicos e técnicas de gravação, solos instrumentais estendidos e improvisação. Muitos grupos psicodélicos diferem em estilo, e o rótulo é frequentemente aplicado de forma espúria.
Surgiu com grupos pioneiros como 13th Floor Elevators, The Beatles, The Byrds, Love,  The Yardbirds, emergindo como um gênero na metade dos anos 1960 entre bandas de folk-rock e blues-rock dos Estados Unidos e da Inglaterra, como Big Brother and The Holding Company, Janis Joplin (The Kosmic Blues Band e Full Tilt Boogie Band), Grateful Dead, Jefferson Airplane, The Jimi Hendrix Experience, The Who, Cream, The Doors e Pink Floyd. 
O Brasil também participou do movimento psicodélico nas décadas de 60 e 70 com bandas e artistas como Os Mutantes, Ronnie Von, Novos Baianos, O Terço, Raul Seixas, Bixo da Seda, Lô Borges, Alceu Valença e A Bolha. 
Atingiu popularidade máxima entre 1967 e 1969 com o Verão do Amor e o Woodstock Music & Art Fair (Festival de Woodstock), se tornando um movimento musical internacional e se associando a uma contracultura muito difundida, antes de entrar em declínio por mudanças de atitude e a perda de alguns músicos importantes para o gênero, o que levou os grupos sobreviventes a se tornarem bandas de outros gêneros relacionados (como o rock progressivo, o hard rock e o heavy metal).

## Características
O rock psicodélico tentava replicar os efeitos e realçar a experiência de mente alterada dos alucinógenos, incorporando novos efeitos eletrônicos, solos estendidos, improvisação e o uso de instrumentos exóticos, particularmente da música Indiana.

### Instrumentação

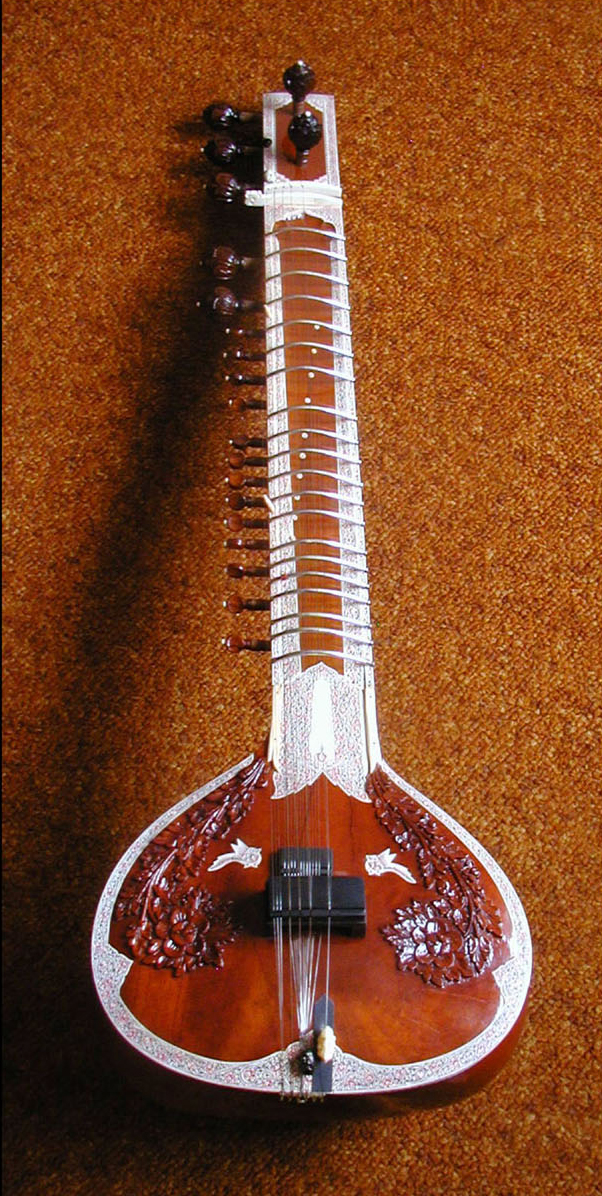
Sitar, muito usado pelas bandas do gênero

As bandas de rock psicodélico costumam incluir instrumentos típicos das bandas de rock, com uso frequente de teclados e instrumentos exóticos. As guitarras elétricas são frequentemente usadas com feedback, wah-wah e fuzzboxes, efeitos pouco utilizados até o estilo se tornar popular. Costuma haver uso de instrumentos exóticos que são utilizados na música da Índia, paticularmente o sitar e o tabla. Há uma forte presença de teclados, especialmente órgãos, cravos ou o Mellotron. O uso de instrumentos eletrônicos como sintetizadores e teremim era bastante comum, especialmente em bandas como The Rolling Stones, The Beach Boys, The Beatles, The Doors, The Who, The United States of America e Pink Floyd.

### Linguagem musical
Estruturas musicais complexas costumam ser usadas no rock psicodélico. As canções costumam ter mudanças na armadura e no compasso, como por exemplo, em Lucy in the Sky with Diamonds: nos versos é utilizado o compasso ternário (3/4) e no refrão muda para 4/4; a canção usa a armadura de Lá maior nos versos, Si bemol maior antes do refrão, e Sol maior no refrão. Os riffs de guitarra utilizam pedais e modos musicais, e os solos ou os jams são estendidos e improvisados.

### Conteúdo lírico
As letras fazem referência direta ou indireta às drogas, como em White Rabbit, de Jefferson Airplane, Purple Haze, de Jimi Hendrix ou Heroin do The Velvet Underground. Conteúdo surreal, fantástico, esotérico e literariamente inspirado costuma ser incluído nessas letras. Estilo conhecido como Art Rock, um exemplo são as musicas que constituem o álbum The Piper At The Gates Of Dawn do Pink Floyd, nele as músicas tomam temas que remetem a fantasias e nostalgias, como bicicletas, gnomos, fadas, gatos siameses, contos de mães e etc. Além do Pink Floyd, outras bandas também são conhecidas por apresentar o Art Rock, como The Doors, The Velvet Underground, Jefferson Airplane entre outras.

## Soul e funk
Seguindo a liderança de Hendrix no rock, a psicodelia começou a influenciar os músicos afro-americanos, particularmente as estrelas da gravadora Motown.  Este soul psicodélico foi influenciado pelo movimento dos direitos civis, dando-lhe uma vantagem mais escura e mais política do que muitos rocks psicodélicos. [100] Com base no som funk de James Brown, o pioneirismo se deu em torno de 1968 por Sly and the Family Stone e The Temptations. Outros artistas que seguiriam essa tendência fora, Edwin Starr e Undisputed Truth. Os conjuntos interdependentes de Funkadelic e Parliament de George Clinton e seus vários spin-offs levaram o gênero a passos mais extremos, fazendo com que funk se torna-se quase como uma religião na década de 1970, produzindo mais de quarenta singles, incluindo três no Top Ten dos Estados Unidos e três álbuns de platina.

Enquanto o rock psicodélico começou a declinar no final da década de 1960, o soul psicodélico continuou na década de 1970, atingindo popularidade nos primeiros anos da década e apenas desaparecendo no final da década de 1970, já que os gostos começaram a mudar. Bandas como Earth, Wind & Fire, Kool & the Gang e Ohio Players, que começaram como artistas de soul psicodélico, incorporaram seus sons em música funk e eventualmente a música disco que a substituiu parcialmente.